# Formica malabarica
Formica malabarica é uma espécie de formiga do gênero Formica, pertencente à subfamília Formicinae.